# Pallacanestro Varese 1968-1969
Nel Campionato 1968-69 la Pallacanestro Varese sponsorizzata Ignis, conquista il suo terzo scudetto.
Dopo il deludente campionato precedente, la dirigenza societaria affronta cambiamenti profondi nella scelta dell'organico degli atleti. Confermati Meneghin, Rusconi, Villetti, Malagoli e Giorgio Consonni, gli acquisti puntano sui giovani; Lino Paschini, prelevato dalla Snaidero Udine e Francesco Ovi dalla Libertas Pallacanestro Forlì. Steve Sullivan, lo straniero di campionato dai risultati altalenanti, viene sostituito dal messicano Manuel Raga. Enrico Bovone viene ceduto all'All'Onestà Milano, in cambio del varesino Aldo Ossola.
Al termine del campionato i punti segnati sono 1563, subiti 1422, migliore realizzatore Lino Paschini con 412 punti.
In Coppa Italia, seconda edizione, la Pallacanestro Varese vince la finale contro la Ignis Sud Napoli.

## Rosa 1968/69

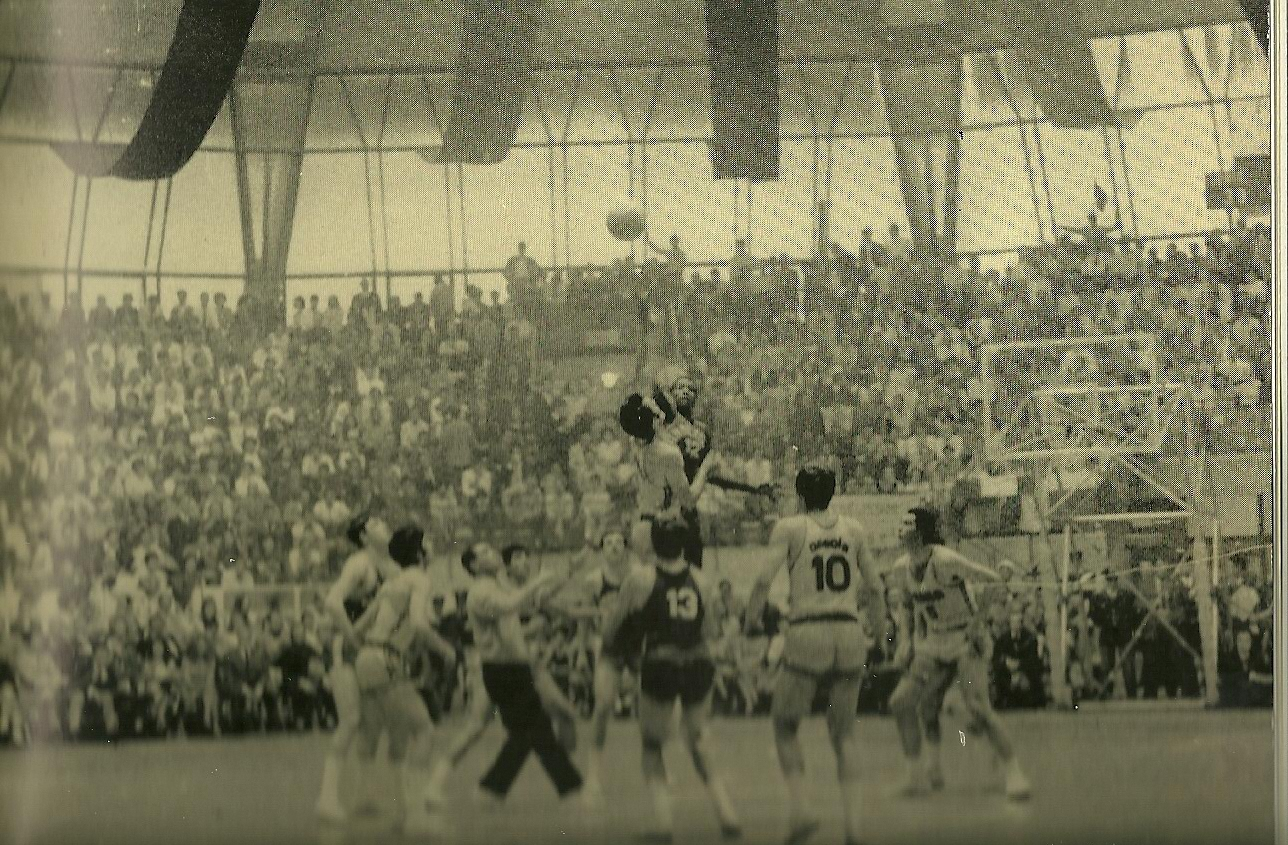
Palazzetto dello Sport di Varese, 27 aprile 1969, palla a due di Ignis Varese-Simmenthal Milano, che determina la vincitrice dello scudetto

- Giorgio Consonni
- Ottorino Flaborea
- Claudio Malagoli
- Dino Meneghin
- Aldo Ossola
- Francesco Ovi
- Lino Paschini
- Manuel Raga
- Edoardo Rusconi
- Massimo Villetti
- Allenatore:
  -  Nico Messina

## Statistiche
| COMPETIZIONE        | GIOCATE | VINTE | PERSE | F    | S    | PIAZZAMENTO |  |
| CAMPIONATO          | 22      | 17    | 5     | 1563 | 1422 | VINCITRICE  |  |
| TORNEI E AMICHEVOLI | 30      | 19    | 11    | 2375 | 2073 | -           |  |
| COPPA ITALIA        | 7       | 6     | 1     | 493  | 453  | VINCITRICE  |  |

## Fonti
- "Pallacanestro Varese 50 anni con voi" di Augusto Ossola
- "La Pallacanestro Varese" di Renato Tadini